# Westiform Holding
Die Westiform AG (Westiform Holding AG) mit Sitz in Niederwangen, Gemeinde Köniz ist ein international tätiges Schweizer Produktions- und Dienstleistungsunternehmen visueller Kommunikationsmittel wie Leuchtwerbeanlagen, Wegeleitsysteme, Beschriftungen für Firmengebäude und Digital Signage. Daneben ist Westiform auch als General- oder Totalunternehmer im Bereich Corporate Design tätig. Die Unternehmensgruppe beschäftigt ca. 125 Mitarbeiter.

## Geschichte
Das Familienunternehmen ging aus einem Spin off der US-amerikanischen Westinghouse hervor. In der Schweiz begann Westinghouse im Jahr 1948 mit der Herstellung von Hochspannungs-Neonröhren. 1959 übernahm die Familie Imfeld von der Westinghouse die Abteilung Neon und baute sie zur führenden Leuchtwerbefirma der Schweiz aus.
1989 erwarb Westiform das insolvente deutsche Unternehmen Boos & Hahn Licht-Form-Farbe GmbH & Co. KG in Ortenberg, 2002 erfolgte die Integration der ebenfalls deutschen Firma Hoerner GmbH & Co KG. Mit dem Aufbau von weiteren Produktionsgesellschaften und Gründung von Vertriebsgesellschaften im Ausland wurde die internationale Ausrichtung der Westiform Gruppe weiter verstärkt. Westiform zählte 2008 zu den sogenannten Hidden Champions.
Im Jahr 2015 übergab Niklaus Imfeld (1940–2019), Gründer und Hauptaktionär, die Firma an die zweite Unternehmergeneration. Anna Aebischer-Imfeld fungierte als Verwaltungsratspräsidentin, die das Unternehmen gemeinsam mit ihren Brüdern Markus Imfeld (CEO Westiform Gruppe), Peter Imfeld (CFO Westiform Gruppe) und Klaus Imfeld (CIO Westiform Gruppe) bis 2021 leitete.
2017 wurde das IT-Dienstleistungsunternehmen Equinoxe GmbH aus Freiburg i. Br. in die Westiform-Gruppe als Digital Signage Kompetenzzentrum integriert.
Die Westiform GmbH & Co. KG in Ortenberg im Oktober 2019 Insolvenz an. und wurde im Juli 2020 an Pentapart verkauft. Der Teil des Unternehmens in Ortenberg firmiert seitdem als Westiform Germany GmbH und ist nicht mehr Teil der Schweizer Westiform.
Im Zuge der Insolvenz erfolgte auch für die Equinoxe im Jahr 2020 ein Management Buy Out.
Im Jahr 2021 entschied sich die Familie Imfeld, die Westiform AG an die Unternehmerfamilie Hofmann, Gründer und Inhaber der Firma ID Néon SA, zu verkaufen. Mit dem Zusammenschluss von Westiform mit den Unternehmen ID Néon SA und Nicklex SA wurde die WIN Group SA gegründet. Die WIN Group verfügt über mehrere Standorte in der Schweiz sowie in Tschechien und beschäftigt insgesamt über 150 Mitarbeiter.